# سیارک ۲۲۶۴۰
سیارک ۲۲۶۴۰ (به انگلیسی: 22640 Shalilabaena، نامگذاری:1998MJ34) بیست و دو هزار و ششصد و چهلمین سیارک کشف شده‌است که در ۲۴ ژوئن ۱۹۹۸ کشف شد.
قدر مطلق سیارک برابر ۱۷.۰ است.